# 레이철 허드우드
레이철 허드우드(Rachel Hurd-Wood, 1990년 8월 17일 ~ )는 잉글랜드의 배우이다.

## 출연 작품
- 오멘: 저주의 시작 (2024) - 캐서린 손 역
- 내 남자만 모르는 비밀계약 (2019)
- 뷰티풀 데블스 (2017)
- 세컨드 오리진 (2015)
- 홈 파이어스 시즌1 (2015)
- 하이웨이 투 담푸스 (2014)
- 하이더웨이스 (2011)
- 워 오브 투모로우 (2010)
- 도리안 그레이 (2009)
- 솔로몬 케인 (2009)
- 향수 - 어느 살인자의 이야기 (2006)
- 아메리칸 헌팅 (2005)
- 피터팬 (2003)ㅡ웬디 역